# Hokej na lodzie na Zimowych Igrzyskach Azjatyckich 1990
Hokej na lodzie na Zimowych Igrzyskach Azjatyckich 1990 rozegrany został w japońskim mieście Sapporo. Zawody odbywały się jedynie w gronie mężczyzn.
Hokej na lodzie w programie tych zawodów pojawił się drugi raz.
Cztery uczestniczące zespoły rywalizowały systemem kołowym, a najlepsza okazała się reprezentacja Chin.

## Podsumowanie

### Klasyfikacja medalowa
| Klasyfikacja medalowa | Klasyfikacja medalowa | Klasyfikacja medalowa | Klasyfikacja medalowa | Klasyfikacja medalowa | Klasyfikacja medalowa |
| Miejsce               | Reprezentacja         | Złoto                 | Srebro                | Brąz                  | Razem                 |
| --------------------- | --------------------- | --------------------- | --------------------- | --------------------- | --------------------- |
| 1                     | Chiny                 | 1                     | 0                     | 0                     | 1                     |
| 2                     | Japonia               | 0                     | 1                     | 0                     | 1                     |
| 3                     | Korea Południowa      | 0                     | 0                     | 1                     | 1                     |
| Razem                 | Razem                 | 1                     | 1                     | 1                     | 3                     |

### Medaliści
| Konkurencja              | 1. miejsce | 2. miejsce | 3. miejsce       |
| ------------------------ | ---------- | ---------- | ---------------- |
| Hokej na lodzie mężczyzn | Chiny      | Japonia    | Korea Południowa |

## Faza grupowa
|  | Chiny | 7 - 2 | Korea Południowa | Sapporo |

|  |  |  |  |  |

|  | Japonia | 6 - 2 | Korea Północna | Sapporo |

|  |  |  |  |  |

|  | Chiny | 6 - 6 | Korea Północna | Sapporo |

|  |  |  |  |  |

|  | Japonia | 11 - 7 | Korea Południowa | Sapporo |

|  |  |  |  |  |

|  | Korea Południowa | 6 - 5 | Korea Północna | Sapporo |

|  |  |  |  |  |

|  | Japonia | 2 - 4 | Chiny | Sapporo |

|  |  |  |  |  |